# 美々貝塚

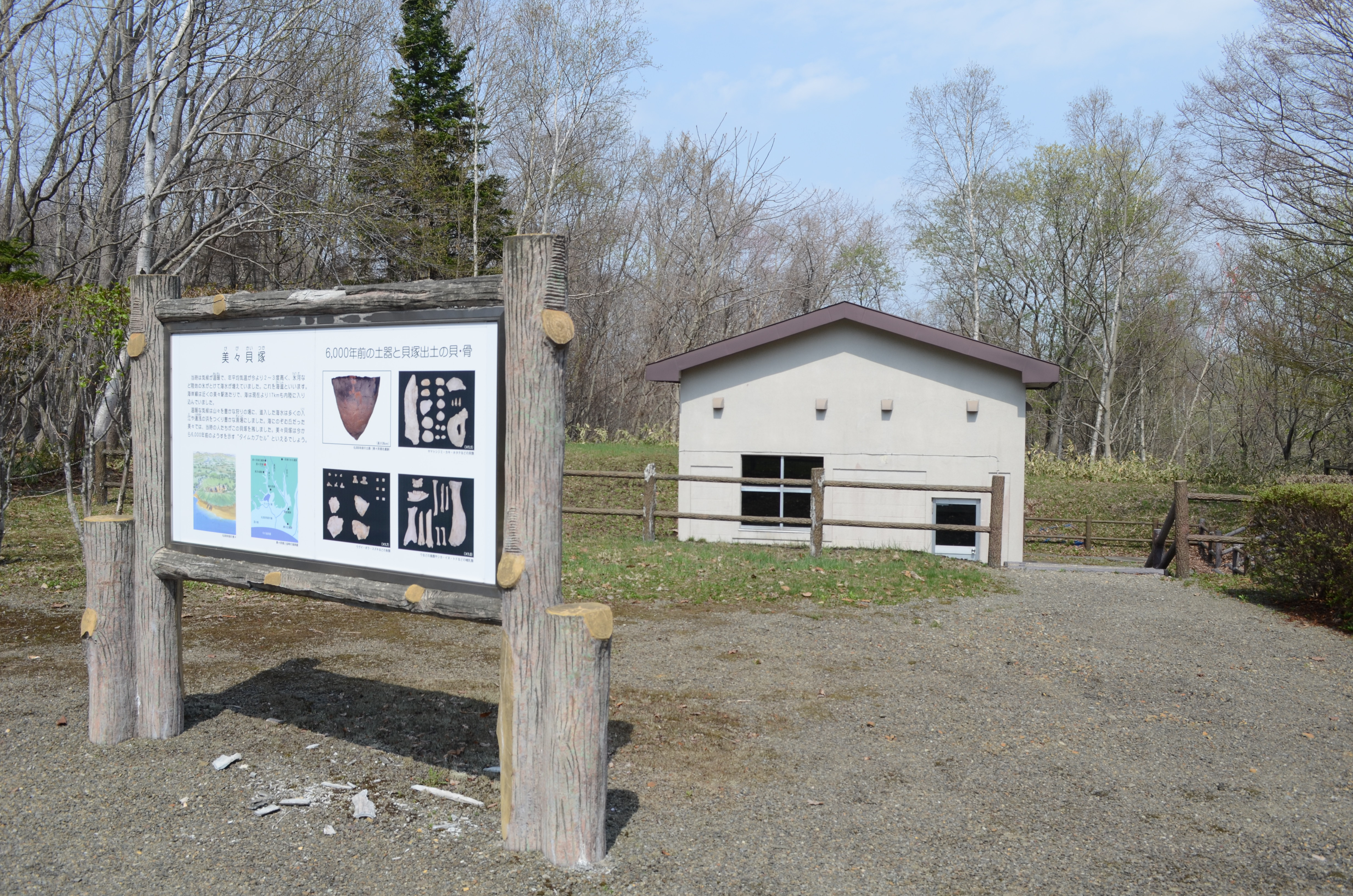
2024年4月

美々貝塚（びびかいづか）は、北海道千歳市美々にある貝塚。JR北海道千歳線の美々信号場より北西500メートル、線路によって切断された丘陵西側崖縁に位置する。
安平町の東早来遺跡と並ぶ、「北海道で最も内陸にある既知の貝塚」である。

## 概要
縄文時代前期の遺跡であり、台地上の東西40メートル・南北60メートルほどの範囲に大小4つの地点貝塚が配置されている。その内で最も大きなS-1貝塚は、径が15メートル前後、堆積層は1.1メートルに及ぶが、残り3つの貝塚は小規模である。
塚を形成する貝殻のほとんどは、低塩分の汽水域に生息するヤマトシジミの物であった。
一般的な貝塚は、貝の採取地に近い場所に造られるが、美々貝塚の所在地は21世紀時点での苫小牧の海岸から、17キロメートルも内陸にある。縄文海進がピークに達していたころの美々地区では、川が内湾に注ぎ込んで汽水域を形成し、そこに多くのシジミが生息していた。縄文人たちは日々の糧としてシジミを採取し、不要となった貝殻は台地の縁辺に積み上げられ、6000年の後も貝塚として残ったのである。
つまり美々貝塚は、温暖化による海水準上昇を具体的に示す指標としての役割を担っていると言える。
貝以外の自然遺物では、魚類と獣骨が多く発見されている。
人工遺物はそう多くないが、土器・石器・骨角器が見つかっており、中でも漁具の一種である石錘は113点もあった。そのほか鹿角製とみられる開架式銛頭が出土している。

## 歴史
1923年（大正12年）から1926年（大正15年）にかけて行われた、北海道鉄道札幌線の鉄道敷設工事が貝塚発見のきっかけとなった。美々地区の土木工事の具体的な時期までは明確でないが、千歳村（当時）の役場で土木担当だった林準一が、切通工事現場から「工事中に山から貝がたくさん出てきた」という報告を受け、現地に単独で出向いて確認した。後に林は「自分が最初に美々貝塚を見た村民だった」と語っていたという。
1934年（昭和9年）ころ、北海道帝国大学の名取武光や河野広道が現地で試掘調査を行ったことで、広く学会に知られるようになった。特に名取は、1939年（昭和14年）に公表された調査結果の報告の中で、発見された土器の形式名を地名にちなんで「美々式」と仮称しており、それ以後この貝塚もまた「美々貝塚」の名で呼ばれた。
1953年（昭和38年）と1954年（昭和39年）には、松下亘らによる本格的な発掘調査が実施された。1975年（昭和50年）にも調査が行われたほか、千歳市教育委員会が貝塚の保存と見学のために展示施設を建設し、翌1976年（昭和51年）から一般公開を始めた。
1977年（昭和52年）4月23日、千歳市の史跡として指定される。

## 参考資料
- 『新千歳市史』 通史編 上巻、千歳市、2010年3月19日。
- 『新千歳市史』 通史編 下巻、千歳市、2019年3月28日。

座標: 北緯42度46分51.7秒 東経141度42分28.5秒 / 北緯42.781028度 東経141.707917度